# Turborotalia
Turborotalia es un género de foraminífero planctónico de la familia Globorotaliidae, de la superfamilia Globorotalioidea, del suborden Globigerinina y del orden Globigerinida. Su especie tipo es Globorotalia centralis. Su rango cronoestratigráfico abarca desde el Luteciense (Eoceno medio) hasta el Priaboniense (Eoceno superior).

## Descripción
Turborotalia incluía especies con conchas trocoespiraladas, de trocospira plana y de forma discoidal-globular o planoconvexa inflada; sus cámaras eran hemisféricas a subcónicas; sus suturas intercamerales eran ligeramente incididas y rectas; su contorno ecuatorial era subcuadrado a redondeado y ligeramente lobulado; su periferia era ampliamente redondeada a subaguda; su ombligo era estrecho y cerrado; su abertura principal era interiomarginal, umbilical-extraumbilical, con forma de arco bajo asimétrica y rodeada por un labio; presentaban pared calcítica hialina, finamente perforada con poros cilíndricos y superficie lisa a punteada, en ocasiones con pústulas en el área umbilical.

## Discusión
Clasificaciones posteriores han incluido Turborotalia en la familia Globanomalinidae y en la superfamilia Globigerinitoidea.

## Paleoecología
Turborotalia incluía foraminíferos con un modo de vida planctónico, de distribución latitudinal cosmopolita, preferentemente tropical-subtropical, y habitantes pelágicos de aguas intermedias a profundas (medio mesopelágico superior a batipelágico superior, en la termoclina).

## Clasificación
Se han descrito numerosas especies de Turborotalia. Entre las especies más interesantes o más conocidas destacan:
- Turborotalia altispiroides †
- Turborotalia ampliapertura †
- Turborotalia centralis †
- Turborotalia cerroazulensis †
- Turborotalia clemenciae †
- Turborotalia cunialensis †
- Turborotalia frontosa †
- Turborotalia increbescens †
- Turborotalia permicra †
- Turborotalia pomeroli †
- Turborotalia possagnoensis †
- Turborotalia pseudoampliapertura †

Un listado completo de las especies descritas en el género Turborotalia puede verse en el siguiente anexo.
En Turborotalia se ha considerado el siguiente subgénero:
- Turborotalia (Acarinina), aceptado como género Acarinina